# Krzyż „Za Zasługi dla ZHP”
Krzyż „Za Zasługi dla ZHP” – harcerskie odznaczenie honorowe, najwyższe wyróżnienie w Związku Harcerstwa Polskiego.

## Historia
Odznaczenie o nazwie Odznaka Honorowa Związku Harcerstwa Polskiego nadawane było od 1 lipca 1965 roku, zostało zatwierdzone przez ministra spraw wewnętrznych 17 kwietnia 1965. 13 lutego 1965 ministerstwo przyznało prawo noszenia odznaki na wstążce. 6 października 1969 Prezydium Rady Naczelnej ZHP zmieniło nazwę odznaczenia na Krzyż „Za Zasługi dla ZHP”. W 1979 roku ustanowiono drugi stopień odznaczenia Złoty Krzyż „Za Zasługi dla ZHP”, a w 2007 roku trzeci stopień Brązowy Krzyż „Za Zasługi dla ZHP”. Członkom Szarych Szeregów, prowadzącym działalność konspiracyjną w czasie okupacji hitlerowskiej, do odznaczenia nadawana była – w latach 1984–2002 – Rozeta z Mieczami, przypinana na wstążce.
Krzyż ma trzy klasy:
- Brązowy Krzyż „Za Zasługi dla ZHP”;
- Srebrny Krzyż „Za Zasługi dla ZHP”;
- Złoty Krzyż „Za Zasługi dla ZHP”.

## Zasady nadawania
Krzyż „Za Zasługi dla ZHP” nadaje Przewodniczący ZHP z własnej inicjatywy, na wniosek Naczelnika ZHP lub właściwego komendanta chorągwi. Zgłoszenie inicjatywy nadania Krzyża „Za Zasługi dla ZHP” do komendanta chorągwi przysługuje bezpośredniemu przełożonemu kandydata. Komendant chorągwi i Naczelnik ZHP mogą złożyć wniosek Przewodniczącemu ZHP z własnej inicjatywy. Wniosek opiniuje Kapituła Krzyża „Za Zasługi dla ZHP”, którą powołuje Przewodniczący ZHP. Kapituła Krzyża „Za Zasługi dla ZHP” może przed wydaniem opinii zwrócić się do składającego wniosek o uzupełnienie wniosku. Zaopiniowany wniosek Kapituła przedstawia Przewodniczącemu ZHP.
Decyzja Przewodniczącego ZHP o nieuwzględnieniu wniosku podejmowana jest w formie pisemnej z uzasadnieniem, w terminie dwóch miesięcy od daty złożenia wniosku. Decyzja ta jest przekazywana składającemu wniosek, a za jego pośrednictwem zgłaszającemu inicjatywę nadania Krzyża „Za Zasługi dla ZHP”. Postanowienie Przewodniczącego ZHP o nadaniu Krzyża „Za Zasługi dla ZHP” ogłasza w rozkazie Naczelnik ZHP. Wręczenia Krzyża „Za Zasługi dla ZHP” dokonuje uroczyście Przewodniczący ZHP lub w jego imieniu wiceprzewodniczący ZHP, Naczelnik ZHP albo przewodniczący rady chorągwi. Rejestr nadanych Krzyży „Za Zasługi dla ZHP” prowadzi Kapituła.
Brązowy Krzyż „Za Zasługi dla ZHP” może być nadany instruktorom ZHP, którzy są naturalnymi liderami swoich środowisk, kształtującymi, niezależnie od pełnionej funkcji, poszanowanie dla wartości płynących z Prawa Harcerskiego, będących wzorcami do naśladowania dla innych, za systematyczną i skuteczną pracę motywacyjną.
Srebrny Krzyż „Za Zasługi dla ZHP” i Złoty Krzyż „Za Zasługi dla ZHP” może być nadany:
- członkom zwyczajnym ZHP za bohaterskie czyny,
- instruktorom ZHP w stopniu harcmistrza za wybitne zasługi dla ZHP, długoletnią i aktywną służbę uwieńczoną znaczącymi osiągnięciami wychowawczymi i organizacyjnymi,
- osobom szczególnie zasłużonym dla ZHP.

Srebrny Krzyż „Za Zasługi dla ZHP” może być nadany osobom nie odznaczonym uprzednio Brązowym Krzyżem „Za Zasługi dla ZHP”.
Złoty Krzyż „Za Zasługi dla ZHP” nadaje się osobom odznaczonym uprzednio Srebrnym Krzyżem „Za Zasługi dla ZHP”. W szczególnych przypadkach Złoty Krzyż „Za Zasługi dla ZHP” może być nadany osobom nie odznaczonym uprzednio Srebrnym Krzyżem „Za Zasługi dla ZHP”.
Krzyż „Za Zasługi dla ZHP” może być nadany pośmiertnie.

## Opis
Brązowy Krzyż „Za Zasługi dla ZHP” wykonany jest z metalu w kolorze brązu, o wymiarach 33 x 33 mm. W środku Krzyża umieszczony jest złoty wieniec, na który nałożona jest biało-czerwona tarcza w kształcie trójkąta równoramiennego wierzchołkiem ku dołowi, z napisem ZHP. Srebrny i Złoty Krzyż „Za Zasługi dla ZHP” posiada analogiczny wygląd, z tym, że wykonany jest odpowiednio z metalu w kolorze srebra i złota. Krzyż „Za Zasługi dla ZHP” zawiesza się na wstążce koloru brązowego z dwoma zielonymi paskami po bokach.
Krzyż „Za Zasługi dla ZHP” nosi się nad lewą kieszenią munduru po odznaczeniach państwowych i resortowych, pod Krzyżem Harcerskim. Dopuszcza się noszenie baretki odznaczenia.
Dowodem nadania Krzyża „Za Zasługi dla ZHP” jest legitymacja, wręczana wraz z odznaczeniem.
Współczesną wersję odznaczenia opracował rzeźbiarz i medalier Edward Gorol.

## Liczba nadań
| Rok   | złoty | srebrny | brązowy | Razem |
| ----- | ----- | ------- | ------- | ----- |
| 2005  | 55    | 64      | --      | 119   |
| 2006  | 46    | 71      | --      | 117   |
| 2007  | 67    | 127     | 168     | 362   |
| 2008  | 62    | 45      | 98      | 205   |
| 2009  | 49    | 52      | 83      | 184   |
| 2010  | 66    | 126     | 131     | 323   |
| 2011  | 63    | 63      | 135     | 261   |
| 2012  | 34    | 58      | 79      | 171   |
| 2013  | 45    | 62      | 112     | 219   |
| 2014  | 28    | 81      | 142     | 251   |
| 2015  | 39    | 97      | 160     | 296   |
| 2016  | b.d.  | b.d.    | b.d.    |       |
| 2017  | b.d.  | b.d.    | b.d.    |       |
| 2018  | 50    | 52      | 203     | 305   |
| 2019  | 31    | 47      | 248     | 326   |
| 2020  | 18    | 23      | 28      | 69    |
| 2021  | 15    | 19      | 85      | 119   |
| 2022  | 2     | 7       | 15      | 24    |
| Razem | 670   | 994     | 1687    | 3351  |

Na podstawie rozkazów Naczelnika ZHP z lat 2005-2015. Dane od 2018 do kwietnia 2022 ze sprawozdania działalności Kapituły w kadencji 2017-2022